# Валуєв Микола Сергійович
Микола Сергійович Валу́єв (нар. 21 серпня 1973, Ленінград, Російська РФСР) — російський боксер, актор, державний діяч, політик, радіоведучий та пропагандист. Депутат Державної думи Російської Федерації, перший заступник голови комітету Держдуми РФ з екології та охорони навколишнього середовища з 21 грудня 2011 року. Путініст, публічно підтримав напад Росії на Україну.
В бутність боксерської кар'єри боксер-професіонал, який виступав у важкій ваговій категорії. Чемпіон Росії з боксу 1999 року. Чемпіон світу за версією Паназійської боксерської асоціації (PABA, 2000 рік), чемпіон світу за версією Всесвітньої боксерської асоціації (WBA, 17 грудня 2005 — 14 квітня 2007 і з 27 липня по 7 листопада 2009 року), тимчасовий чемпіон світу за версією WBA (30 серпня 2008 — 27 липня 2009).

## Життєпис

### Спортивна кар'єра
У віці 20 років дебютував на професійному рингу.
17 грудня 2005 року в бою проти американця Джона Руїза рішенням більшості суддів завоював титул чемпіона світу за версією WBA у важкій вазі. Провівши три вдалих захисти, 14 квітня 2007 року зазнав поразки рішенням більшості суддів від Руслана Чагаєва (Узбекистан).
30 серпня 2008 року в бою за вакантний титул чемпіона світу за версією WBA у важкій вазі вдруге зустрівся з Джоном Руїзом і знов переміг його одностайним рішенням суддів. 7 листопада 2009 року програв рішенням більшості Девіду Хею (Велика Британія).

### Політична діяльність
У 2011 році обраний депутатом Державної думи шостого скликання від Кемеровського регіонального відділення партії «Єдина Росія». Член комітету Державної думи з фізичної культури, спорту та у справах молоді.
18 вересня 2016 року переобраний депутатом ще на 5 років.
19 липня 2018 року проголосував за підвищення пенсійного віку.

### Громадянська позиція
27 лютого під час Кримської кризи прибув у складі групи депутатів Держдуми Росії на чолі зі віцеспікером Владимиром Васильєвим до Севастополя. Серед делегатів — Валентина Терешкова, Ірина Родніна, мер Москви Сергій Собянін. Політики виступили біля Севастопольської міськдержадміністрації із підтримкою майбутньої окупації Криму Росією.

### Санкціі
Фігурант бази даних центру «Миротворець» як особа, що становить загрозу національній безпеці України і міжнародному правопорядку.
Микола Валуєв голосував за постанову № 58243-8 «Про звернення Державної Думи Федеральних Зборів Російської Федерації до Президента Російської Федерації В.В. Путіна про необхідність визнання Донецької Народної Республіки та Луганської Народної Республіки» і тому підтримував та впроваджував дії та політику, які підривають територіальну цілісність, суверенітет та незалежність України та ще більше дестабілізують Україну.

## Фільмографія
- 2001 — Городок (телепередача), випуск № 89 — маляр
- 2003 — Гра без правил (телесеріал) — камео
- 2006 — 7 гномів: І цілого лісу замало (7 Zwerge – Der Wald ist nicht genug) — гігант Zellengenosse у в'язниці
- 2008 — Кам'яна довбешка — Єгор Головін, «Кам'яна башка»
- 2009 — Путь — ув'язнений на прізвисько «Звір»
- 2009 — Схватка без правил — Микола Валов
- 2011 — Старовинний годинник — камео
- 2012 — Вороніни (серіал) — камео
- 2013 — Прорвати блокаду (документальне кіно) — ведучий
- 2014 — Подарунок з характером — чоловік в аеропорту